# Polsloe Bridge
Polsloe Bridge – stacja kolejowa w Exeterze, w hrabstwie Devon na linii kolejowej Avocet Line. Stacja bez sieci trakcyjnej. Położona w pobliżu stadionu klubu Exeter City.

## Ruch pasażerski
Stacja obsługuje ok. 130 298 pasażerów rocznie (dane za rok 2021/2022). Posiada bezpośrednie połączenia z Exeterem i Exmouth. Pociągi odjeżdżają ze stacji co pół godziny.

## Obsługa pasażerów
Automaty biletowe, kasa, przystanek autobusowy.